# Вилхелм II фон Волкенщайн-Тростбург
Вилхелм II фон Волкенщайн-Тростбург (на немски: Wilhelm II von Wolkenstein-Trostburg; * 1509; † 13 март 1577, Тростбург до Вайдбрук, Южен Тирол) е фрайхер на Волкенщайн-Тростбург до Вайдбрук, Южен Тирол, губернатор на Тирол.

## Живот
Той е син на Вилхелм I фон Волкенщайн-Тростбург († 1522) и съпругата му Анна фон Аненберг († 1520), дъщеря на Антониус фон Аненберг (1420 – 1483/1484) и Кристина фон Велшперг. Потомък е на Герлах фон Филандерс († 1296) и Димудис фон Гуденау. Фамилията живее предимно в замък Тростбург, който е построен през 12 век и от 1382 г. е собственост на фамилията Волкенщайн.
Вилхелм е щатхалтер на император Фердинанд I в Тирол. При вторият син на Фердинанд, ерцхерцог Фердинанд, княз на Тирол, Вилхелм става ландес-хауптман на Южен Тирол и бургграф на Тирол. Той е съветник на княза в двора в Инсбрук. По времето на чумата (от 1564 до 1567) той се мести с двора в цялата страна и остава по-дълго в Болцано.
Дворът на ерцхерцог Фердинанд в Инсбрук има свита от 200 до 260 души. Инсбрук тогава е малък град. Вилхелм остава там, когато има съвещания на съда и народното събрание.
Вилхелм II фон Волкенщайн-Тростбург умира на 68 години на 13 март 1577 г. в Тростбург. На 24 октомври 1630 г. линията Тростбург е издигната като графове фон Волкенщайн, фрайхерен на Тростбург и Нойхаус на имперски граф.

## Фамилия
Първи брак: с Анна Бьоч фон Цвингенберг (* 1511; † ок. 1553), дъщеря на Георг Бьоч фон Цвингенберг и Елизабет фон Нусдорф. Те имат девет деца, между тях:
- Мелхиор Ханибал фон Волкенщайн (1537 – 1596), фрайхер, женен за графиня Геновева Кристина фон Шпаур и Флавон († 1573), дъщеря на фрайхер Зигмунд фон Шпаур и Флавон († 1544) и Барбара фон Арко († 1576)
- Мария фон Волкенщайн-Тростбург (1544 – 1607), омъжена за фрайхер Фердинанд фон Шпаур-Флафон († 1614), син на фрайхер Панкрац фон Шпаур и Флафон († 1540) и Евфросина Трап фон Мач

Втори брак: с Бенигна фон Аненберг. Те имат седем деца, между тях:
- Вилхелм фон Волкенщайн-Тростбург (1554 – 1636), женен за фрайин Елеонора фон Ламберг († 1608)
- Маркус Зитих фон Волкенщайн (* 11 май 1563; † между 12 октомври и 2 ноември 1619 или 1620), граф, хронист, женен I. 1589 г. за фрайин Анна Мария Траутзон († 17 март 1602), II. 1604 г. за Маргерита Виктория д'Арко († сл. 1606), разделят се
- Енгелхард Дитрих фон Волкенщайн (1566 – 1647)